# ジャクリーヌ・マルヴァル

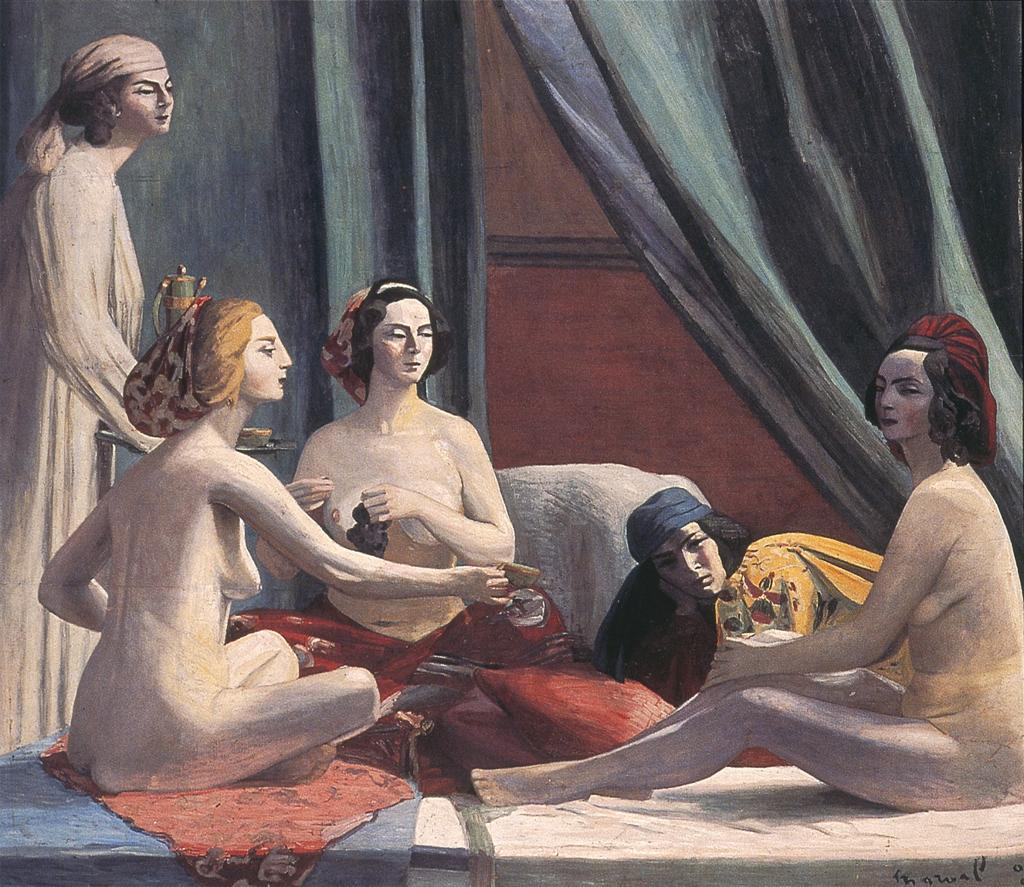
ジャクリーヌ・マルヴァル作『オダリスク』(1903年)

ジャクリーヌ・マルヴァル こと マリー＝ジョセフィーヌ・ヴァレ（Jacqueline Marval、本名: Marie-Joséphine Vallet、1866年10月19日 - 1932年5月28日）はフランスの画家である。本名のMarieと Valletをつないだ名前 、「Marval」を名乗って活動した。

## 略歴
イゼール県のケ＝アン＝シャルトルーズ(Quaix-en-Chartreuse)の教員の家に生まれた。教師になる教育を受け1884年に卒業したが、「Marie Jacques」の名前で絵を描くようになった。1886年に商売人と結婚するが、1891年に最初の子供を流産した後、離婚して、仕立て屋をして暮らした。
1894年に画家のジロー(François-Joseph Girot)と知り合い、共にパリに出た。翌年、ギュスターヴ・モローの学生のジュール・フランドラン(Jules Flandrin: 1871-1947)と知り合い、ジローと別れて、フランドランとモンパルナスで暮らすようになった。フランドランの影響で画家を目指した。フランドランとは20年間、一緒に暮らした。
1900年にアンデパンダン展に出展した時は落選したが1901年にジャクリーヌ・マルヴァルの名義で出展し、10点が展示され、画商のアンブロワーズ・ヴォラールが作品を購入した。1902年にベルト・ヴェイユ(Berthe Weill)の画廊でフランドラン、アルベール・マルケ、アンリ・マティスと展示会を開いた。ヴェイユはパリで活動する女性画家たちを支援していた。「フォーヴィスム」という言葉が生まれることになった1905年のサロン・ドートンヌにも作品を出展した。
1911年に建設中のシャンゼリゼ劇場の装飾を統括するガブリエル・アストリュクやアントワーヌ・ブールデル、モーリス・ドニ、エドゥアール・ヴュイヤールらの審査員に選ばれて、劇場のロビーに飾る絵を1913年までに描いた。1913年にキース・ヴァン・ドンゲンの作品「Nu au pigeon」がサロン・ドートンヌの会場から撤去されたのに抗議した一人となり、ヴァン・ドンゲンと親しくなり、彼のスタジオ近くに自らのスタジオを開いた。
アメリカにヨーロッパの新しい美術を紹介した1913年のアーモリーショーには代表作の一つ『オダリスク』が出展された。アメリカの有力な美術評論家、ギヨーム・アポリネールの1914年の評論で称賛された。詩人アンドレ・サルモンが1916年にバルバザンジュ・ギャラリーで開いた展覧会でマルヴァルの『オダリスク』は、パブロ・ピカソの「アヴィニョンの娘たち」とともに展示された。ヨーロッパ中で有名になり、バーゼルやバルセロナ、オスロの展覧会にや、ヴェネツィア・ビエンナーレなどに出展したが、後年は絵を描くよりも、髪を赤く染め、奇抜な服装を楽しむようになり、「ベル・エポックの妖精(
fée de la Belle Époque)」と仇名された。

## 作品

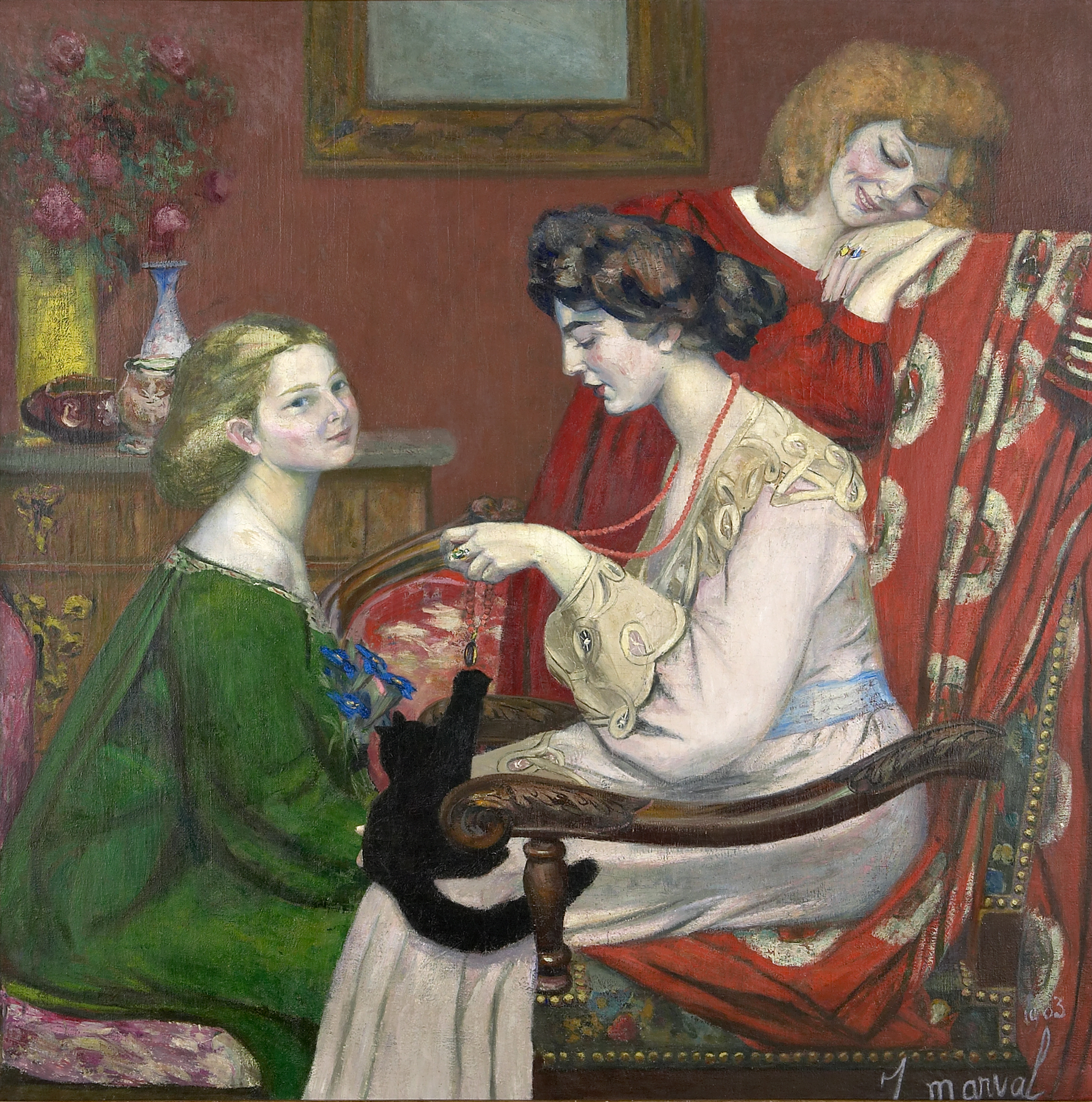
コケット (1903)
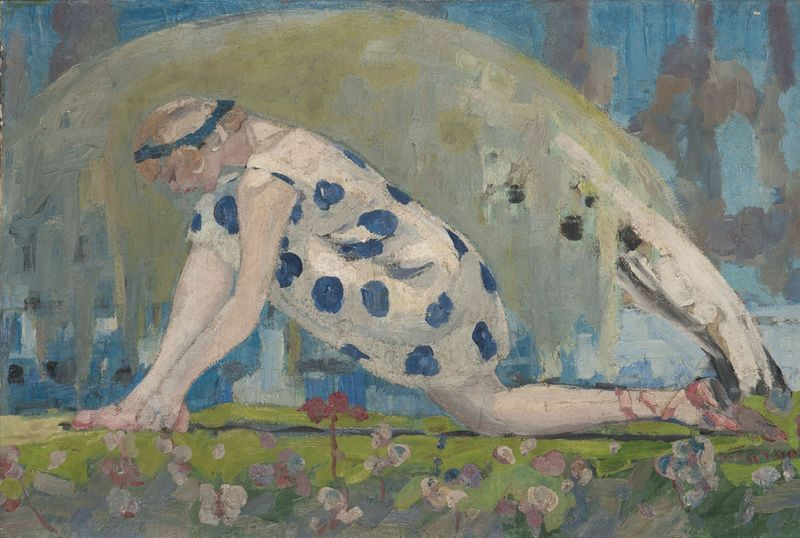
踊り子 (1909)
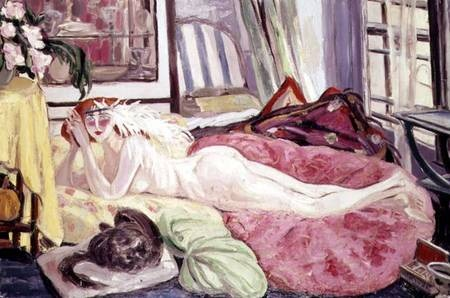
ボヘミアン (1921)

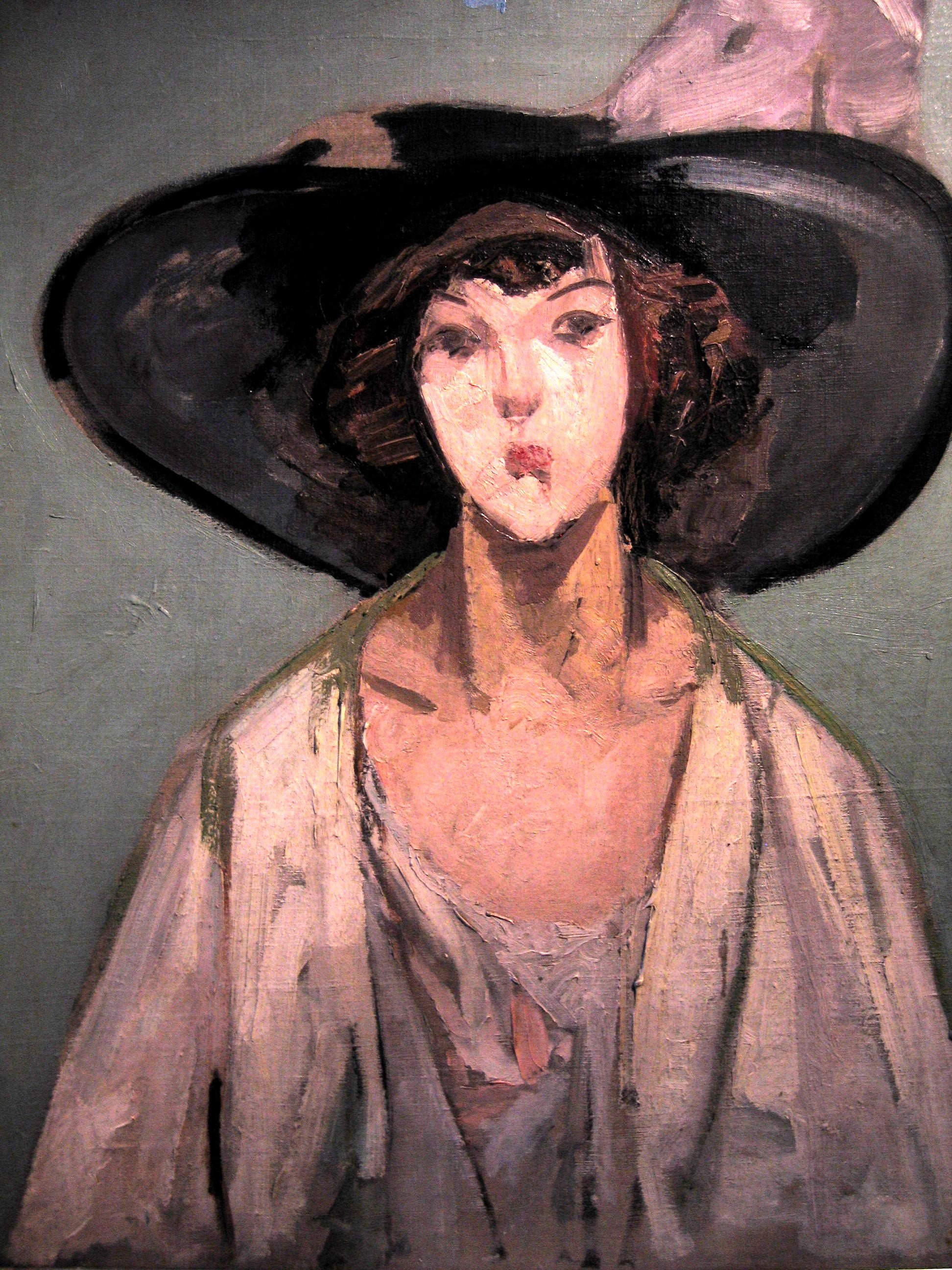
帽子の女
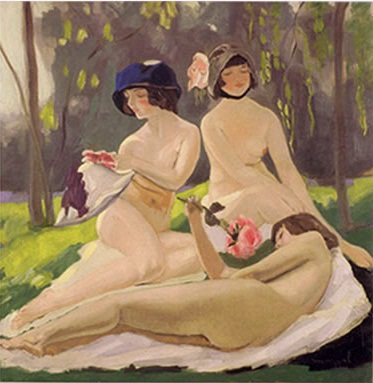
" Roses"(1900/1910)
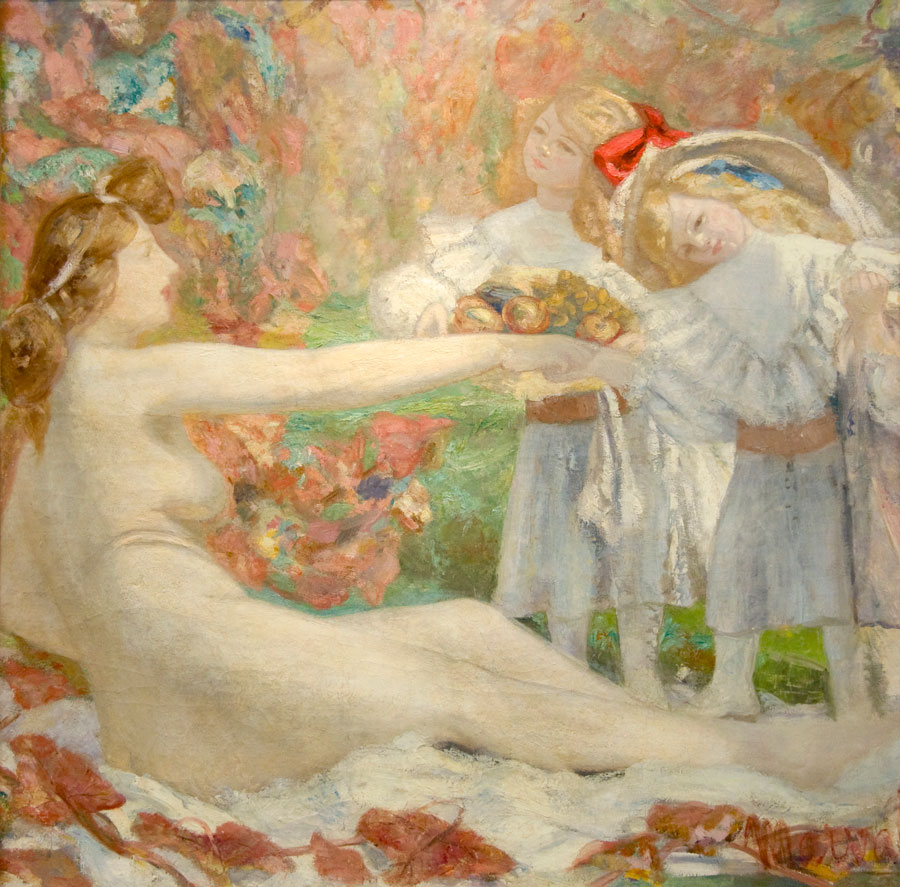
秋 (1905)
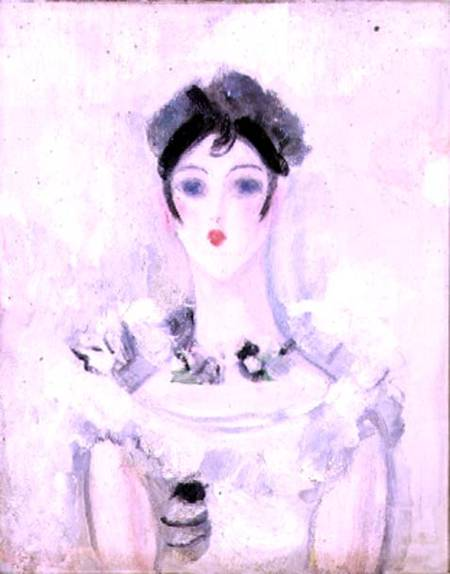
レースの衣装の若い女性の肖像画(1902)